# Saint-Clément-des-Levées
Saint-Clément-des-Levées – miejscowość i gmina we Francji, w regionie Kraj Loary, w departamencie Maine i Loara.
Według danych na rok 2010 gminę zamieszkiwało 1149 osób, a gęstość zaludnienia wynosiła 112 osób/km².